# Freiläufer

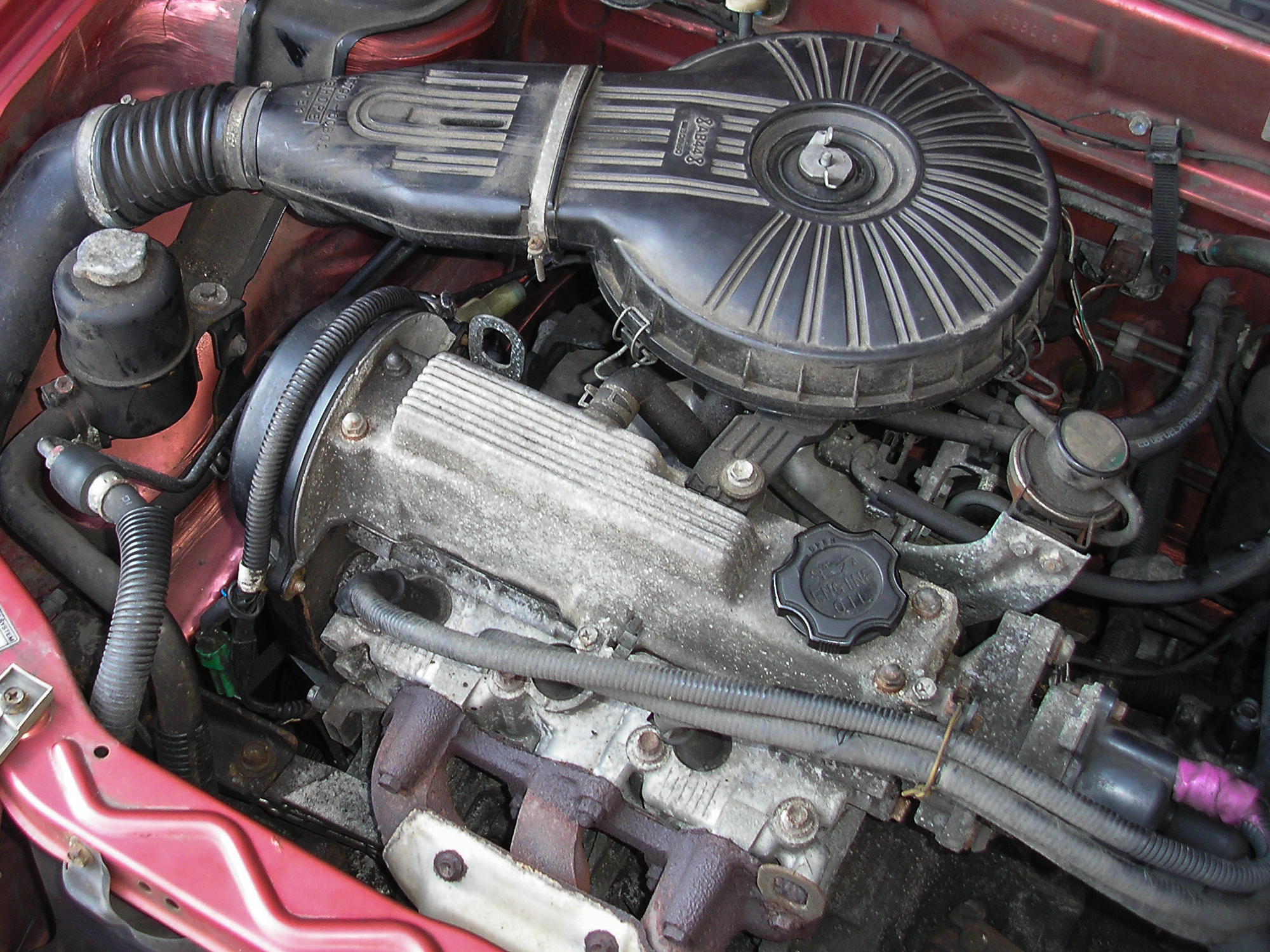
Freiläufer: Der 3-Zylinder-Ottomotor G10A von Suzuki

Freiläufer nennt man einen Viertaktmotor, bei dem sich der Bewegungsraum der Kolben nicht mit dem der Ventile überschneidet.
Diese Eigenschaft ist bedeutsam bei einer Unterbrechung oder Störung des Nockenwellenantriebs, wenn sich Kurbel- und Nockenwelle nicht mehr in einer festen, konstruktiv bestimmten Phasenbeziehung zueinander befinden. In diesem Fall ist bei einem Freiläufer die Kollision von Kolben und Ventilen ausgeschlossen. Bei anderen Motoren kann ein Überspringen oder ein Riss des Zahnriemens beziehungsweise ein Ab- oder Überspringen der Steuerkette einen schweren Motorschaden nach sich ziehen, bei dem häufig Ventile, Kolben und Zylinderkopf irreparabel beschädigt sind. Von Bedeutung ist die Eigenschaft als Freiläufer vor allem für zahnriemengesteuerte Motoren, da Zahnriemen insgesamt ausfallgefährdeter sind als andere Steuerungssysteme. Hinzu kommt, dass ein Zahnriemen in der Regel plötzlich reißt – ohne vorherige akustische Anzeichen, wie bei anderen Steuerungssystemen. 
Konstruktive Voraussetzung für die Eigenschaft als Freiläufer ist ein geringes Verdichtungsverhältnis, so dass im vergleichsweise großen Brennraum auch dann noch Platz für den Ventilhub ist, wenn der Kolben im oberen Totpunkt steht. Daher sind in der Regel nur niedrig verdichtende Ottomotoren Freiläufer. Dieselmotoren scheiden aufgrund ihrer besonders hohen Verdichtung aus. Auch die individuelle Brennraumform eines Motors kann seine Eigenschaft als Freiläufer verhindern, selbst wenn sie aufgrund anderer Eigenschaften naheliegt.
Auch bei Freiläufer-Konstruktionen kann es durch Ablagerungen von Ruß oder Ölkohle auf Kolben oder Ventiltellern zu einer mechanischen Berührung zwischen den Bauteilen kommen.
Grundsätzlich sind alle Motoren mit stehenden Ventilen Freiläufer.